# Palmyra, Indiana
Palmyra är en ort i Harrison County i delstaten Indiana, USA.